# Motion Graphics Review
La Motion Graphics Review es una sección fuera de competición del Festival de Cine de Huesca. Reúne cada año una selección de los gráficos generados por ordenador de estudios de todo el mundo divididos en cuatro categorías: ad in motion (piezas comerciales); music in motion (videoclips); personal in motion (trabajos artísticos, de autor, o personales sin fines comerciales) y titles in motion (créditos de películas). 

## Historia
En su primera edición se mostró una selección de piezas de bobinas de estudios de 14 países donde destacó el nivel de trabajo de Animal Logic, Collider, Qube konstrukt, XYZ Studios, Lobo, Helios Labs, NAKD, Blind, Colormovie, Eyeball NYC, Freestyle Collective, Interspectacular, Loyal Kaspar, Prologue Films, Yu+Co, Sixis, Vasava, Pleix, Wizz, Furi Furi, Postpanic, Renascent, Universal Everything y JL Design.
El Festival Internacional de Cine de Huesca es uno de los festivales de cortometrajes con más historia de Europa, con varias decenas de ediciones en su haber. En el año 2004 la Academia de las Ciencias y Artes Cinematográficas de Hollywood reconoció al Festival Internacional de Cine de Huesca como certamen cualificado en la categoría de cortometraje para los Premios Oscar. Así, aquellos cortometrajes que este año logren el Premio Danzante, bien en el Certamen Iberoamericano, bien en el Internacional, formarán parte de los trabajos preseleccionados por la Academia estadounidense.
Existen propuestas similares dedicadas al mundo de diseño gráfico animado por ordenador como el OFFF.
Motion Graphics son gráficos en movimiento para el medio audiovisual. Los inicios de su institucionalización como campo profesional se dieron en el cine en la década de los 50 cuando Saul Bass diseño la secuencia de títulos para Carmen Jones (1954) de Otto Preminger. Luego, en la década del noventa, surgió una importante proliferación por la masificación del uso de la tecnología digital en la producción audiovisual y el diseño gráfico.